# Nidžó
Nidžó (japonsky 二条天皇, Nidžó-tennó, 31. července 1143 ─ 5. září 1165) byl sedmdesátý osmý císař Japonska v souladu s tradičním pořadím posloupnosti. Vládl od 5. září 1158 do své abdikace 3. srpna 1165.
Princ, jehož osobní jméno (imina) před nástupem na Chryzantémový trůn znělo Morihito (守仁親王), byl prvorozeným synem 77. císaře Go-Širakawy a jeho manželky Jošiko Minamoto (1116-1143).

## Události za Nidžóova života
Dne 20. července 1156 zemřel bývalý císař Toba ve věku 53 let. Následně ve dnech 28. července až 16. srpna téhož roku proběhla krátká občanská válka, jež měla vyřešit spor o následnictví na japonském trůnu, známá jako vzpoura Hógen.
Dne 26. dubna 1192 odstoupil císař Go-Širakawa ve 3. roce svého panování z Chryzantémového trůnu a nástupnictví (senso) převzal jeho nejstarší syn princ Morihito. Krátce nato také usedl budoucí císař Nidžó údajně na japonský trůn (sokui).
I poté, co budoucí císař Nidžó usedl formálně na trůn, zůstalo řízení veškerých státních záležitostí nadále plně v rukou klášterního císaře Go-Širakawy.
Dne 19. ledna 1160 vypukla v hlavním městě Heian-kjó takzvaná vzpoura Heidži, která trvala až do 5. února. Jednalo se o boj mezi dvěma soupeřícími samurajskými rody Taira a Minamoto, jenž bývá vnímán jako předzvěst občanské Genpeiské války.
Dne 14. září 1164 zemřel ve svých 46 letech bývalý císař Sutoku.
V sedmém roce své vlády císař Nidžó onemocněl tak těžce, že byl nucen vzdát se 3. srpna 1165 trůnu a nástupnictví (senso) převzal v necelých 8 měsících jeho druhorozený syn Nobuhito (順仁親王). Krátce nato údajně rovněž usedl na Chryzantémový trůn (sokui). Princ Nobuhito vešel posmrtně ve známost jako císař Rokudžó.
Dne 5. září 1165 císař Nidžó krátce po svých 22 narozeninách zemřel.

## Rodina
Císařský princ Morihito neboli císař Nidžó měl 8 manželek, s nimiž zplodil 4 děti, 3 syny a 1 dceru. Jeho druhorozený syn, císařský princ Nobuhito, posléze usedl na trůn jako císař Rokudžó.